# Groupe de NGC 7038
Le groupe de NGC 7038 comprend au moins treize galaxies situées dans la constellation de l'Indien. La distance moyenne entre ce groupe et la Voie lactée est d'environ 72,3 Mpc (∼236 millions d'al).
La galaxie spirale barrée PGC 66421 (ou ESO 235-80) située au sud de NGC 7038 est parfois désignée comme NGC 7038A. Sa vitesse par rapport au fond diffus cosmologique est de 4 955 ± 47 km/s, ce qui correspond à une distance de Hubble de 73,08 ± 5,16 Mpc (∼238 millions d'al). Cette distance est semblable aux autres galaxies du groupe de NGC 7038, mais curieusement elle n'apparaît pas dans la liste de Garcia. Cette galaxie occupe la dernière ligne du tableau ci-dessous.

## Membres
Le tableau ci-dessous liste les treize galaxies du groupe indiquées dans l'article de A.M. Garcia paru en 1993.
| Nom                    | Class.           | Type                  | α (J2000.0)    | δ (J2000.0)    | Vitesse radiale (km/s) | m            | Distance (Mpc) | Diamètre (kal) |
| ---------------------- | ---------------- | --------------------- | -------------- | -------------- | ---------------------- | ------------ | -------------- | -------------- |
| NGC 6970               | SB(rs)ab pec?    | Spirale barrée        | 20h 52m 04.46s | -48° 46′ 40.0″ | 5254 ± 26              | 12,6         | 75,1 ± 5,3     | 83             |
| NGC 6987               | E0?              | Elliptique            | 20h 58m 10.36s | -48° 37′ 49.1″ | 5239 ± 27              | 12,4         | 74,8 ± 5,3     | 237            |
| NGC 7014               | E (CD)           | Elliptique            | 21h 07m 52.17s | -47° 10′ 44.4″ | 4857 ± 5               | 12,4         | 70,0 ± 4,8     | 458            |
| NGC 7038               | SAB(s)c?         | Spirale intermédiaire | 21h 15m 07.51s | -47° 13′ 13.8″ | 4938 ± 7               | 11,6         | 70,1 ± 4,9     | 261            |
| ESO 235-42             | (R')SB(r)a       | Spirale barrée        | 21h 03m 26.91s | -48° 12′ 17.8″ | 4937 ± 22              | 12,42 ± 0,09 | 70,3 ± 4,9     | 99             |
| ESO 235-47             | SB(r)a           | Spirale barrée        | 21h 04m 27.23s | -48° 14′ 22.2″ | 4954 ± 65              | 13,63 ± 0,09 | 70,5 ± 5,0     | 70             |
| ESO 235-49             | E?               | Elliptique            | 21h 04m 41.03s | -48° 11′ 27.2″ | 5208 ± 3               | 12,03 ± 0,09 | 74,2 ± 5,2     | 178            |
| ESO 235-53             | Sb               | Spirale               | 21h 05m 10.20s | -47° 47′ 22.9″ | 5140 ± 27              | 12,68 ± 0,09 | 73,2 ± 5,1     | 331            |
| ESO 235-55             | (R')SAB(rs)bc    | Spirale intermédiaire | 21h 05m 55.24s | -48° 12′ 25.6″ | 5023 ± 25              | 11,61 ± 0,09 | 71,5 ± 5,0     | 295            |
| ESO 235-57             | Sbc?             | Spirale               | 21h 06m 21.62s | -48° 10′ 10.0″ | 5156 ± 26              | 12,62        | 73,5 ± 5,2     | 238            |
| ESO 286-37             | (R_1R'_2)SA(rs)a | Spirale               | 21h 04m 52.43s | -47° 07′ 22.7″ | 4856 ± 28              | 13,11 ± 0,09 | 69,0 ± 4,9     | 145            |
| ESO 286-42A            | SA0^0^?          | Lenticulaire          | 21h 05m 30.98s | -47° 02′ 44.5″ | 7945 ± 27              | 13,21 ± 0,09 | 114,5 ± 8,0    | 270            |
| ESO 286-49             | E+               | Elliptique            | 21h 06m 47.50s | -47° 11′ 16.3″ | 5295 ± 4               | 12,48 ± 0,09 | 75,4 ± 5,3     | 193            |
| PGC 66421 (ESO 286-49) | SB(s)c           | Spirale barrée        | 21h 15m 14.87s | -47° 36′ 44.6″ | 5138 ± 45              | 14,0         | 73,1 ± 5,2     | 106            |

- A Cette galaxie n'appartient certes pas à ce groupe.

Le site DeepskyLog permet de trouver aisément les constellations des galaxies mentionnées dans ce tableau ou si elles ne s'y trouvent pas, l'outil du site constellation permet de le faire à l'aide des coordonnées de la galaxie. Sauf indication contraire, les données proviennent du site NASA/IPAC.